# Cordyla festiva
Cordyla festiva är en tvåvingeart som först beskrevs av Costa 1957.  Cordyla festiva ingår i släktet Cordyla och familjen svampmyggor. Inga underarter finns listade i Catalogue of Life.